# Conselho Sul-Africano de Nomes Geográficos
O Conselho Sul-africano de Nomes Geográficos é o órgão oficial do governo da África do Sul, que aconselha o poder-executivo do Governo Central, através do Ministro das Artes e Cultura, em relação à adoção de novos nomes geográficos (topônimos) e à mudança de nomes geográficos já existentes.

## Objetivo do Conselho
O Conselho foi criado pela Lei do Conselho Sul-africano de Nomes Geográficos, Lei nº 118, de 1998. O objetivo da Lei, segundo o seu preâmbulo, é "criar um órgão consultivo permanente, conhecido como Conselho Sul-africano de Nomes Geográficos, para assessorar o ministro responsável pelas Artes e Cultura na mudança e padronização de nomes geográficos da África do Sul para efeitos oficiais, para determinar seus objetivos, funções e métodos de trabalho e prever as questões a ele relacionadas."
Um topônimo ou nome geográfico "é definido como qualquer característica terrestre dentro dos limites territoriais da República da África do Sul, assim como em áreas jurisdicionais da República adquirido por tratados, sejam elas:
- Naturais ou construídas/adaptadas pela ação humana.
- Povoadas ou despovoadas.

O Conselho determina tanto o nome dos acidentes geográficos e localidades como a forma em que devem ser escritos.

## Composição do Conselho
O Conselho deve ser constituído por no mínimo 15 e no máximo 25 membros nomeados pelo Ministro, dos quais: 
- É preciso ser indicado um membro por cada uma das nove províncias sul-africanas.
- É preciso ser indicado um membro por cada uma das seguintes instituições: 
  - Correios da África do Sul
  - Direção Nacional de Informação Geo-espacial
  - Conselho Linguístico Pan-sul-africano (Pan South African Language Board)[1]

Os demais membros do Conselho devem ser nomeados de acordo com suas competências específicas, experiência e interesse nas áreas pertinentes, tendo em conta as diversidades linguísticas, culturais e características demográficas da população da África do Sul.
Cada membro do Conselho é nomeado por um período de três anos, podendo ser reconduzidos por mais um período de três anos.
O Conselho pode reunir-se sempre que necessário, mas, no mínimo, pelo menos três vezes por ano.

## A aprovação final ou rejeição de um nome
O Ministro das Artes e Cultura da África do Sul tem o poder final para aprovar ou rejeitar um nome geográfico recomendada pelo Conselho de Nomes Geográficos. Qualquer aprovação ou rejeição deve ser publicada no Diário Oficial da África do Sul (South African Government Gazette) antes de ter efeitos legais. No entanto, qualquer pessoa ou entidade insatisfeita com o nome geográfico, aprovado pelo Ministro, poderá interpor recurso contra ele.

## Novos nomes
Alguns nomes de cidades sul-africanas já foram alterados pelo Conselho, e muitos outros ainda estão sendo apreciados. Segue a nome de algumas alterações já aprovadas, com o nome original, o novo nome e a data da aprovação:
- Ellisras → Lephalale (2002)
- Louis Trichardt → Makhado (2003) → Louis Trichardt (2007)
- Messina → Musina (2003)
- Naboomspruit → Mookgophong (2002)
- Nelspruit → Mbombela[2] (Outubro 2009)
- Pietersburg → Polokwane (2003)
- Schoemansdal → Kamatsamo (2005)
- Sophiatown → Triomf (1955) → Sophiatown[3][4] (2006)
- Stanger → KwaDukuza[5] (2006)
- Vaalwater → Mabatlane (2006) → Vaalwater[6] (2007)
- Vredenburg → Pieter Potgietersrust (1858) → Potgietersrust (1904) → Potgietersrus (1954) → Mokopane[7] (2003)

### Novos topônimos em estudo
- Ackerville → Thomas Mahlanguville
- Bloemfontein → Mangaung ou Thabure[8]
- Clocolan → Hlohloloane
- Dendron → Mogwadi
- East London → eMonti, Monti ou Gompo
- Ficksburg → Joalabeholo
- Fouriesburg → Fothane
- Grahamstown/Grahamstad → Rhini/iRhini[9]
- Gulu → Gxulu
- Haga Haga → Haka Haka
- Harrismith → Mengkhoaneng
- Hoedspruit → Marulaneng
- King William's Town → Qonce
- Ladybrand → Mabolela
- Lovedale/Lovedal → Alice → Dike
- Lydenburg → Mashishing
- Nahoon → Nxarhuni
- Port Elizabeth → ebhayi / Nelson Mandelabaai[10][11]
- Port Frances → Port Alfred[12]
- Port Natal → d'Urban → Durban → eThekwini of KwaKhangela[13]
- Potchefstroom → Tlokwe[14]
- Pretória → Tshwane
- Queenstown → Komani or Nonesi
- Senekal → Kuretlele
- Standerton → Sakhile
- Umtata → Mthatha
- Vaalbank → Libangeni
- Wolwekraal → Borolo